# 対戦車砲
対戦車砲（たいせんしゃほう）とは、対戦車兵器として使用される大砲である。

## 概要
歩兵部隊の戦車に対する防御用火砲として特化し、初速・貫徹力を重視し発射速度に優れ、かつ戦車からの発見・攻撃を防ぐために高さを低くした火砲である。照準眼鏡を用い、直接照準により射撃する。対戦車砲は低伸弾道（ライナー性で、直進し、長距離を飛んでも落差が少ない）を描く砲弾を撃ち出し、目標を砲弾の存速によって打ち破ることを目的とする。主目標は装甲された車両であるが、榴弾を用いて対人戦闘も可能である。ただし観測員を置いた間接砲撃は通常行わない。
通常、火砲は砲兵の装備であるが、対戦車砲は歩兵砲と同様に歩兵の装備となることも多い。また、当初は人力で陣地間を移動させながら戦うことを想定され、小型軽量な砲が使われた。第二次世界大戦前半頃までの戦車は総じて装甲が薄かったため小型の対戦車砲で対処可能であったものの、やがて火力と装甲のシーソーゲームが始まり進化を遂げ、大戦後半には野砲・高射砲・カノン砲（加農）と変わらない大きさとなり、牽引には人力や輓馬ではなく、中・大型の自動車や牽引車が必要になった。また砲自体が戦車の車体に搭載されるようになり、突撃砲や自走砲に進化する。
第二次大戦後、大型化して運用が難しくなってしまった対戦車砲は、砲種の統合および軽便な無反動砲や対戦車ミサイルの登場、また機動性に富む自走砲の進化によって消滅して行った。現代ではごく一部の国の二線級部隊に、野砲をかねた対戦車砲が残っているのみである。

## 開発の経緯
戦車は第一次世界大戦にイギリス陸軍によって初めて実戦に投入された。ドイツ陸軍は歩兵による近接戦闘と野砲による直接射撃によりそれに対応した。カノン砲は直接照準、高初速を生かし、最前線に配置されていた。
第一次大戦後、各国は野砲を歩兵に随伴可能に軽量化した対戦車砲という新たな火砲を生みだし、ジャンルとして確立された。当時の戦車はまだ装甲も薄く、口径20〜45mm程度の軽砲でも充分対応できた。しかし、第二次大戦開戦によりシーソーゲームは熾烈を極め、大戦中期には50〜75mmが、大戦末期には85〜90mmが主流となる。

### 第二次大戦期における高射砲による対戦車戦闘
第二次大戦初期、一部の戦車の装甲防御力に対し既存の対戦車砲（その当時で37mm級、50mm級）が威力不足であったため、野戦高射砲で対抗することがあった。高射砲は大口径（75～105mm級）、高初速、発射速度大など、スペック上は対戦車任務に適しているようだが、対戦車用の徹甲弾や直接照準器、また、水平射撃時の砲架や駐退機の強度などが考慮されていなければならず、最初から地上目標を想定した両用砲でなければ有効に使用できない。前線での咄嗟の思いつきで使っても有効に使用することはできず、対戦車戦に戦果を挙げた高射砲は、あらかじめ対戦車戦闘を想定して設計されていたものである。
ドイツ陸軍の8.8 cm FlaK 18/36/37やソ連赤軍の52-K 85mm高射砲はあらかじめ対戦車戦闘を考慮して設計されており、当初から徹甲弾も支給されていたため実際に戦場でも対戦車戦闘が行えた。しかしながらその汎用性の高さからくる耐久性を上げるため、野戦高射砲としては重量は大変重くなり、また対戦車砲としては射撃姿勢が高く目立ち対戦車運用には必ずしも適当ではなかった。
大日本帝国陸軍の八八式七糎野戦高射砲は野戦高射砲として大変軽量かつ小型に仕上がり、比較的短時間の防空戦闘という運用には適していた。しかし開発時点では直接照準による対地攻撃を行う事を考慮しておらず、軽量ゆえに耐久性が低いため、無理な平射時にはしばしば駐退機の故障・破損を起こした。本砲では駐退機構造自体が、射角が高じるにつれ後座長が短くなるなど複雑でデリケートな構造であった。本砲は仰角15度以下の平射は想定しておらず、使用するには爆風よけの防盾と砲口制退器の装備が必要だった。1934年6月に海岸砲として配備された物には平射照準具が装備され、俯角は7度まで可能であった。
イギリス陸軍のQF 3.7インチ高射砲も対戦車戦闘は考慮されておらず、アメリカ陸軍のM1 90mm高射砲も有効な対戦車戦闘ができなかった。

## 第二次世界大戦において使用された対戦車砲
以下に挙げた物は広く使用された物で、試作品の域を出ない物は除く。

### ドイツ

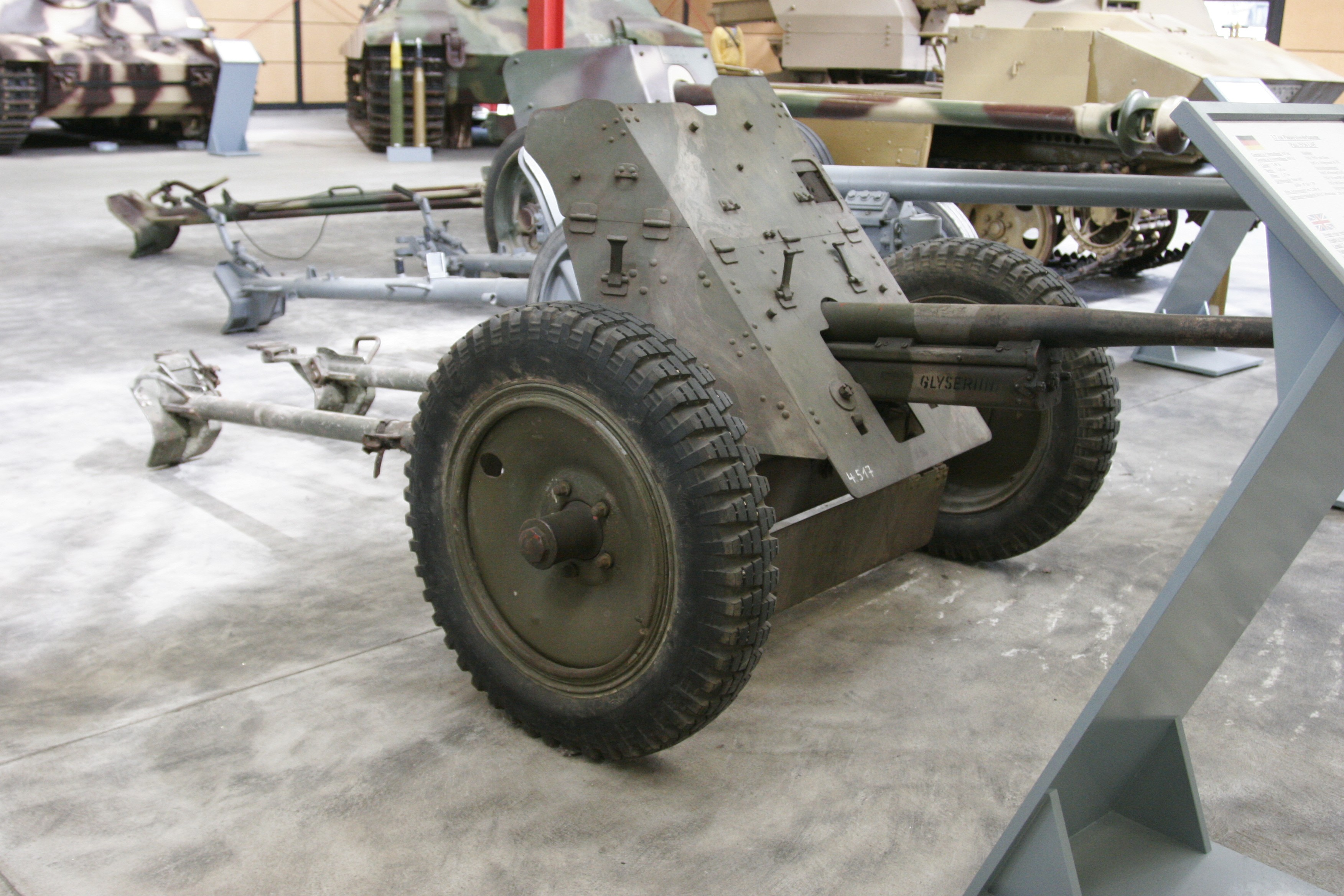
3.7 cm PaK 36 L45

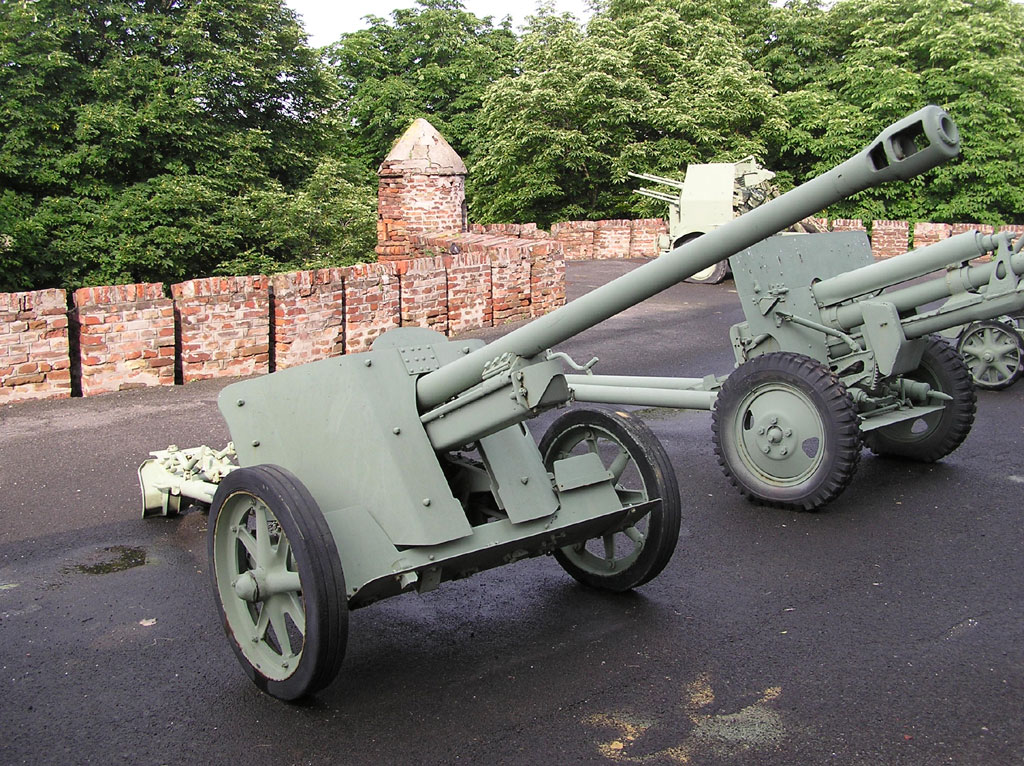
5cm PaK 38

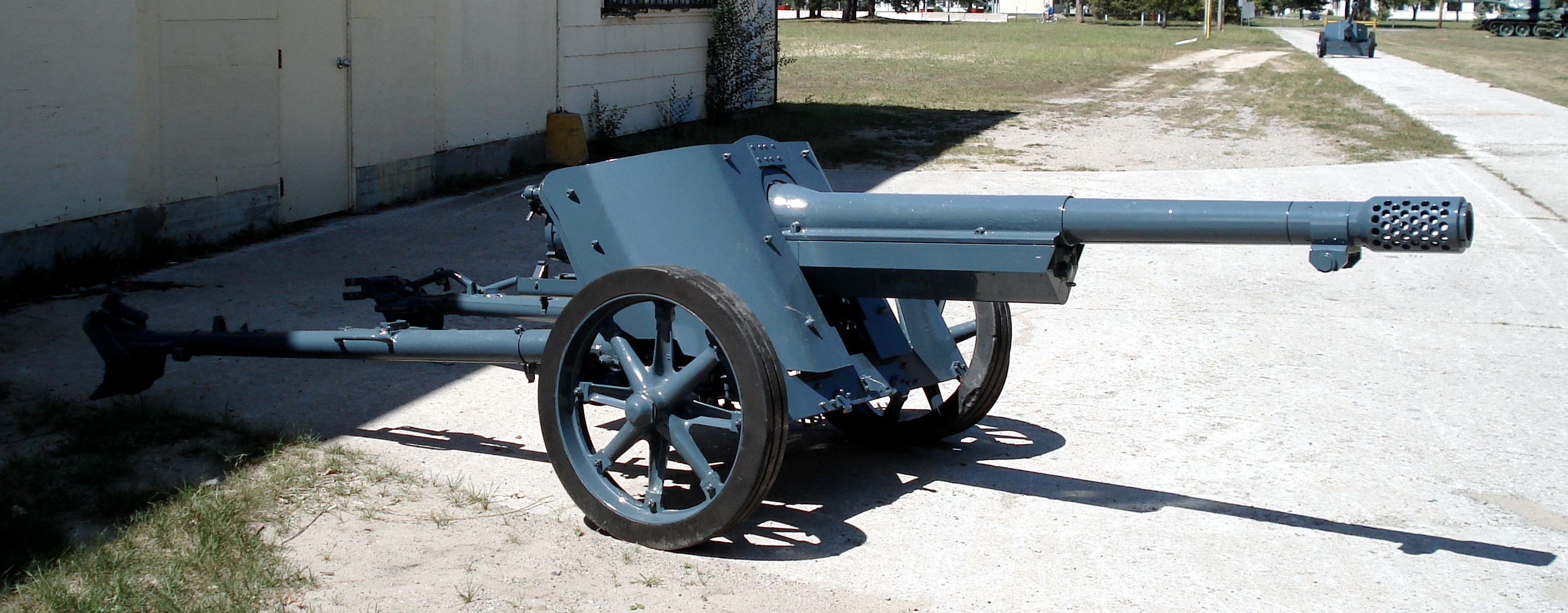
7.5cm PaK 97/38

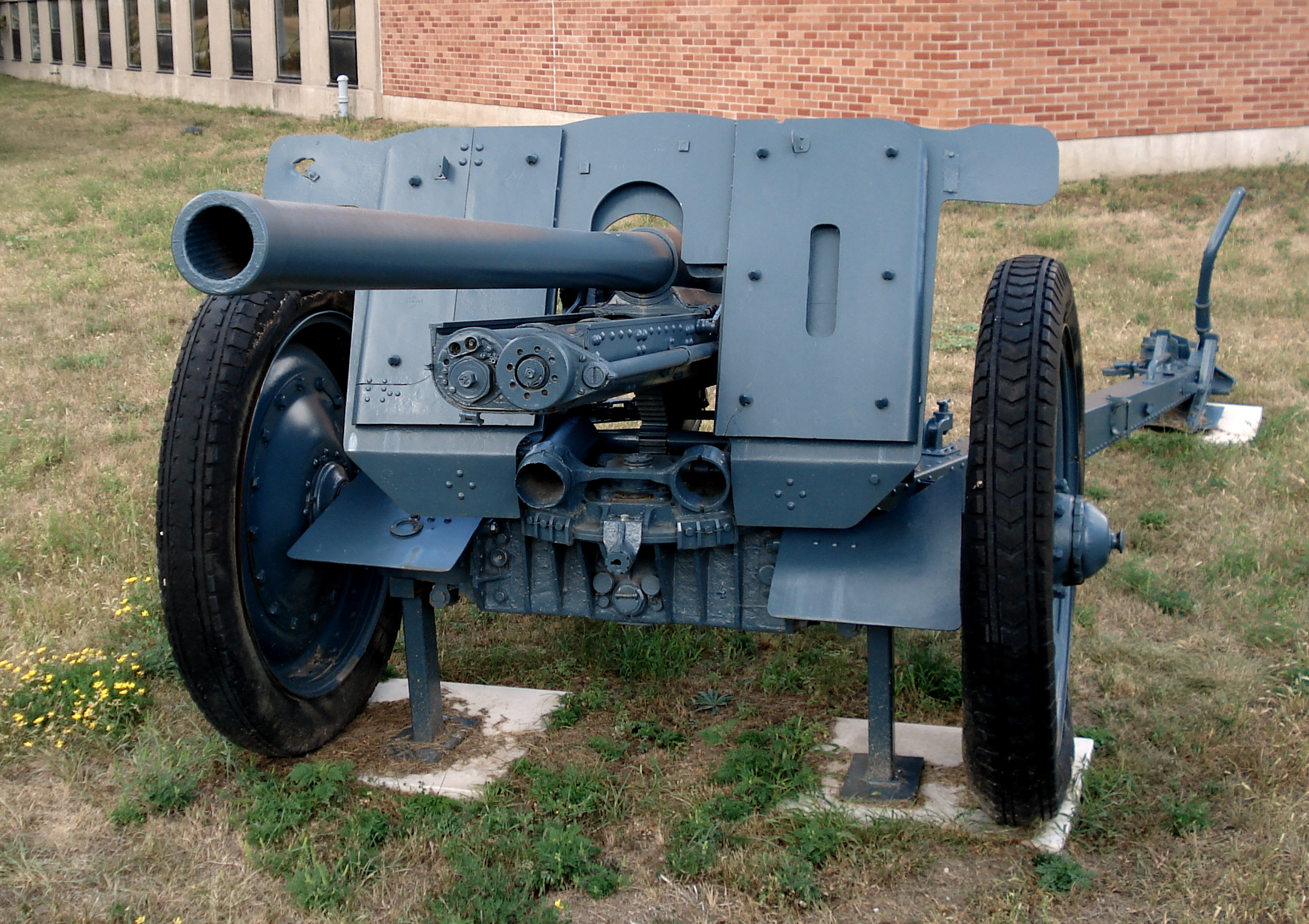
7.62cm PaK 36(r) この展示砲の砲身は後座状態で、マズルブレーキも失われている

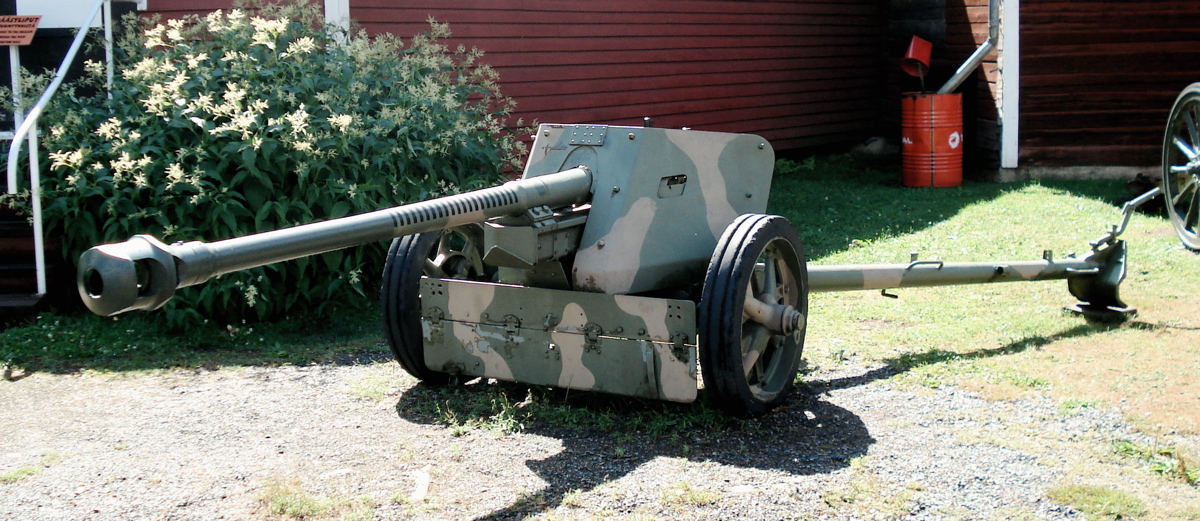
PaK 40

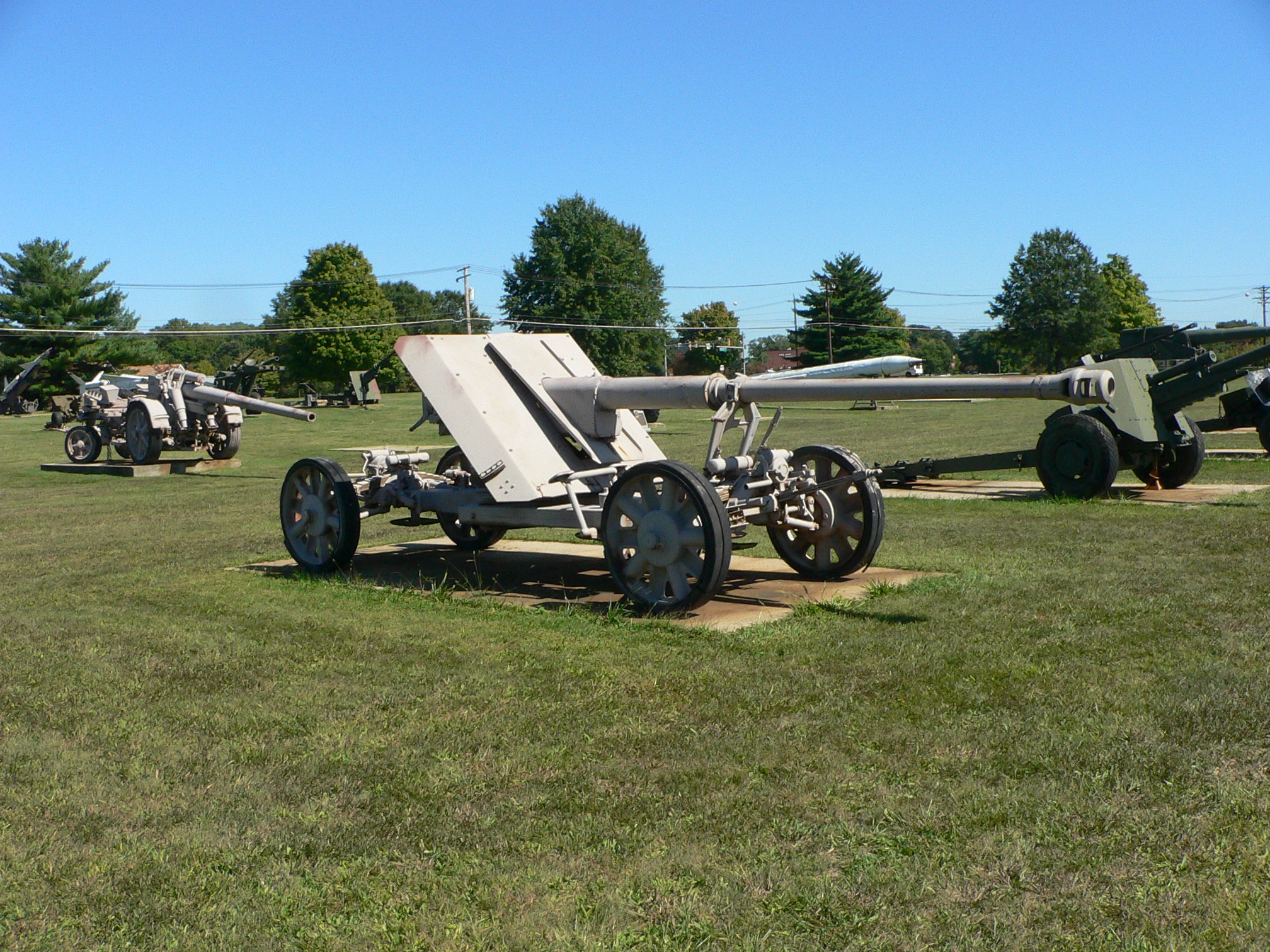
PaK 43

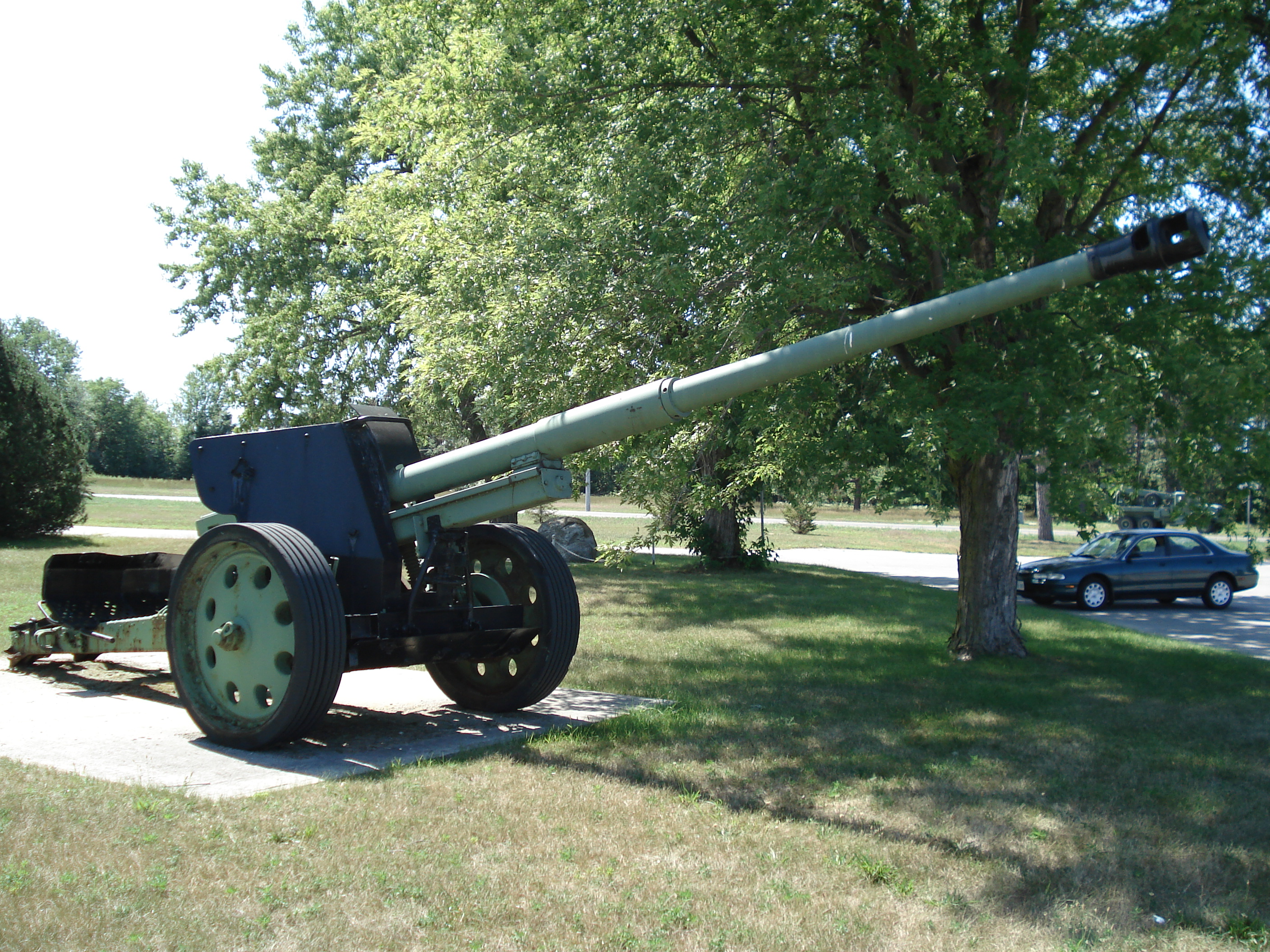
PaK 43/41

大戦中、ドイツ国防軍は戦前半は質において、後半は量において優勢な敵と戦った。つまり常に戦車劣勢の立場にあっため国力の劣るドイツは、大戦全期を通じ積極的に対戦車砲の開発を行った。
「88（アハト・アハト）」こと8.8 cm FlaK 18/36/37は最も有名であるが、本来は対戦車砲ではなく野戦高射砲である。もともと対戦車砲を運用する歩兵連隊の対戦車（後に戦車猟兵・戦車駆逐）中隊用ではなかったが、大戦当初から空軍地上部隊から一部が陸軍に割譲され、「重対戦車砲」という名目で対戦車部隊の装備となっていた例もある。
3.7 cm PaK 36 L45 （45口径37mm対戦車砲）
大戦初期の主力対戦車砲。ラインメタル社製だが、ナチスが政権をとる以前、協定を結んでいたソ連国内で開発・試験され、ドイツより先の1931年にM1930(1K)としてソ連赤軍にも採用されている。37mm級としては威力のある方だったがフランスやイギリス、ソ連の重装甲戦車相手に苦戦し、「ドアノッカー（叩くだけで貫通できない）」の蔑称がつけられた。能力的にはソ連侵攻あたりが限界だったが、砲口に差し込んで発射する専用の成形炸薬弾が開発されたことにより、近距離対戦車兵器としてその後も使われた。車載用としてSd Kfz 250やSd Kfz 251の小隊長車に使われ、戦車砲型が初期のIII号戦車に搭載された。
また、本砲は中華民国にも輸出され、日中戦争において日本戦車に対し威力を発揮した。日本側も本砲を多数鹵獲し、改修を加えラ式37mm対戦車砲（ラ式とは本砲を生産したラインメタル社を指す）として配備した。またソ連赤軍では鹵獲したものをそのまま使用したり、45mm砲身に載せ換え改造してから使用している。
5 cm PaK 38 L60 （60口径50mm対戦車砲）
近代兵器の一大実験場となったスペイン内戦におけるPak36の実戦レポートから、より強力な対戦車砲が必要であると感じた軍によって開発され、1939年より生産が開始された。実戦テスト的な意味合いも込めて1940年4月には早くも実戦配備についている。翌年開始された独ソ戦では、従来のPaK35/36ではソ連の新型戦車の装甲を貫通できず、これに比べ本砲では近距離ならT-34やKV-1をなんとか仕留めることができた。
貫徹力はAPC-HE（徹甲榴弾）を用いた場合、命中角60度で73mm/100m、61mm/500m。タングステン芯を用いたPzgr 40 APCR（硬芯徹甲）弾では、命中角60度で143mm/100m、86mm/500mとより強い貫徹力があったが、完全撃破するには数発撃ち込む必要があった。また、当時のドイツにおいてタングステン合金は貴重であったが、T-34に対抗できるPaK 40が十分に配備されるようになった1942年まで、APCR弾は生産を縮小せず作られ続けた。最終的に約9500門が生産され、運用は終戦まで続いた。同じ60口径の戦車砲型が後期のIII号戦車などに搭載された。
7.5 cm PaK 97/38 L36（36口径75mm対戦車砲）
ドイツ軍が独ソ戦において遭遇したT-34中戦車やKV-1重戦車はこれまで運用してきた3.7 cm PaK 36や5 cm PaK 38では分の悪い相手であったため、ドイツ軍は早急にこれらの戦車に対抗可能な対戦車砲を必要としていた。しかし本命の7.5 cm PaK 40の配備には時間がかかるため、ポーランド侵攻やフランス侵攻において大量に鹵獲したフランス製M1897 75mm野砲の砲身を5cm PaK 38の砲架に搭載し、砲口に多孔式マズルブレーキを装着して急造の対戦車砲に改造した。
HEAT弾を使用すればT-34には十分対抗可能であり、KV-1の側面装甲も貫通可能であったが、7.62 cm PaK 36(r) と違って尾栓は断隔螺式のままであるため発射速度が遅かった。薬室も7.5cm PaK 40用の長薬莢に適合させる改造を行っていなかったため弾薬の互換性が無く、低初速故に徹甲弾の威力も低かった。また反動に対し砲架が十分なものでなかったため、PaK 40の配備に伴い第一線から退いていった。
7.62 cm PaK 36(r) L51.1 （51.1口径76.2mm対戦車砲）
ドイツ軍はバルバロッサ作戦で、ソ連軍のM1936 F-22師団砲（野砲）を大量に捕獲、7.62 cm FK 296(r)と名づけてそのまま使用していたが、強力なT-34中戦車やKV-1重戦車に対抗すべくこれを対戦車砲に改造した。
防盾は二重構造となり、照準が一人でできるように操作ハンドルを左側に集め、砲身の先にはマズルブレーキが付いた。またより強力なPaK40用の長い薬莢を使えるように、薬室が改造されている。ピンチヒッター的な砲ではあったが、東部戦線から北アフリカ戦線まで、また自走砲に搭載され活躍した。
7.5 cm PaK 40 L46 （46口径75mm対戦車砲）
大戦後半の主力対戦車砲で、PaK38の拡大版。1942年より部隊配備が開始され、終戦まで運用された。ここに来てようやく敵新型戦車に有効な兵器となったが、大型化により人力移動は困難となった。
自走砲用としてマルダー系の対戦車自走砲に搭載され、PaK40/1はマルダーI用、PaK40/2はマルダーII用、PaK40/3はマルダーIII用である。なお、駆逐戦車に搭載されたのは48口径のPaK39、突撃砲のものはStuK40、戦車用はKwK40で、同系列ではあるが砲架や薬室などの異なる別物（特に後者二つは弾頭は同じでも薬莢がボトルネック型で、対戦車砲とは砲弾の互換性が無い）である。貫徹力は命中角60度で89mm/1000m（APC-HE）、96mm/1000m（APCR）。終戦までに約23,000門が生産された。
8.8 cm PaK 43 L71 （71口径88mm対戦車砲）
対戦車兵器として威力を発揮した「88」だったが、高射砲のままでは姿勢が高く発見されやすいため、クルップ社が対戦車砲として改良したのが本砲である。全周射撃可能なまま姿勢は低くなったが、重すぎた（PaK43は砲車無しで3.6トン、砲車付きで5トン、PaK43/41は4.4トン）ため、人力での迅速な陣地転換が不可能だった。なお、砲車が付けられたままでの緊急射撃時には、左右30度ずつの限定旋回となる。
閉鎖器は戦車砲のように縦型で、野戦火砲にしては珍しく電気式の発砲機構を持つ。これをもとにした戦車砲型がティーガーII（VI号戦車B型）、エレファント重駆逐戦車（フェルディナント）やヤクトパンター、ナースホルンといった駆逐戦車、対戦車自走砲に搭載された。
8.8 cm PaK 43/41 L71 （71口径88mm対戦車砲）
PaK43の全周旋回可能なクロイツラフェッテ（十字型砲架）の生産が遅延したため、繋ぎとしてラインメタル社は砲身はPaK43、脚は10.5cm leFH18軽榴弾砲、車輪は15cm sFH18重榴弾砲という、既存の部品を寄せ集めた8.8cm Pak43/41対戦車砲を作りあげ、併行生産を行った。また、閉鎖器は以前の8.8cm砲同様に水平スライド式に戻され、発砲装置も一般の対戦車砲と同じになり、砲弾と砲身を除きほとんど別物になった。
性能的にはPaK43と同等だが、砲架の関係で左右28度ずつの限定旋回である。対戦車砲としてはあまりにも巨大になってしまったため、使用する兵からは「敵から見れば撃ち損じ無しの大きな標的」と自嘲され、『納屋の戸 (Scheunentor)』とあだ名されたが威力は素晴らしく、あらゆる敵戦車を敵の有効射程外から撃破できた。
しかしPaK43の生産が軌道にのった後は牽引式対戦車砲型は製造打ち切りとなって自走砲搭載型にシフトし、数もずっと少ない。
7.5 cm PaK 41
ゲルリッヒ理論に基づき開発されたゲルリッヒ砲である。これは砲が先に行くにしたがって細くなっており、高初速で砲弾を打ち出せるものだった。また、砲弾も弾芯にタングステンを用いており、貫徹力は非常に強かった。が、砲の特性上砲身の寿命が短く、また、砲弾もドイツ国内でタングステンが産出されなかったこともあり大量生産できる状態になかった。故に、わずかに150門が生産されたにとどまった。

### ソビエト連邦

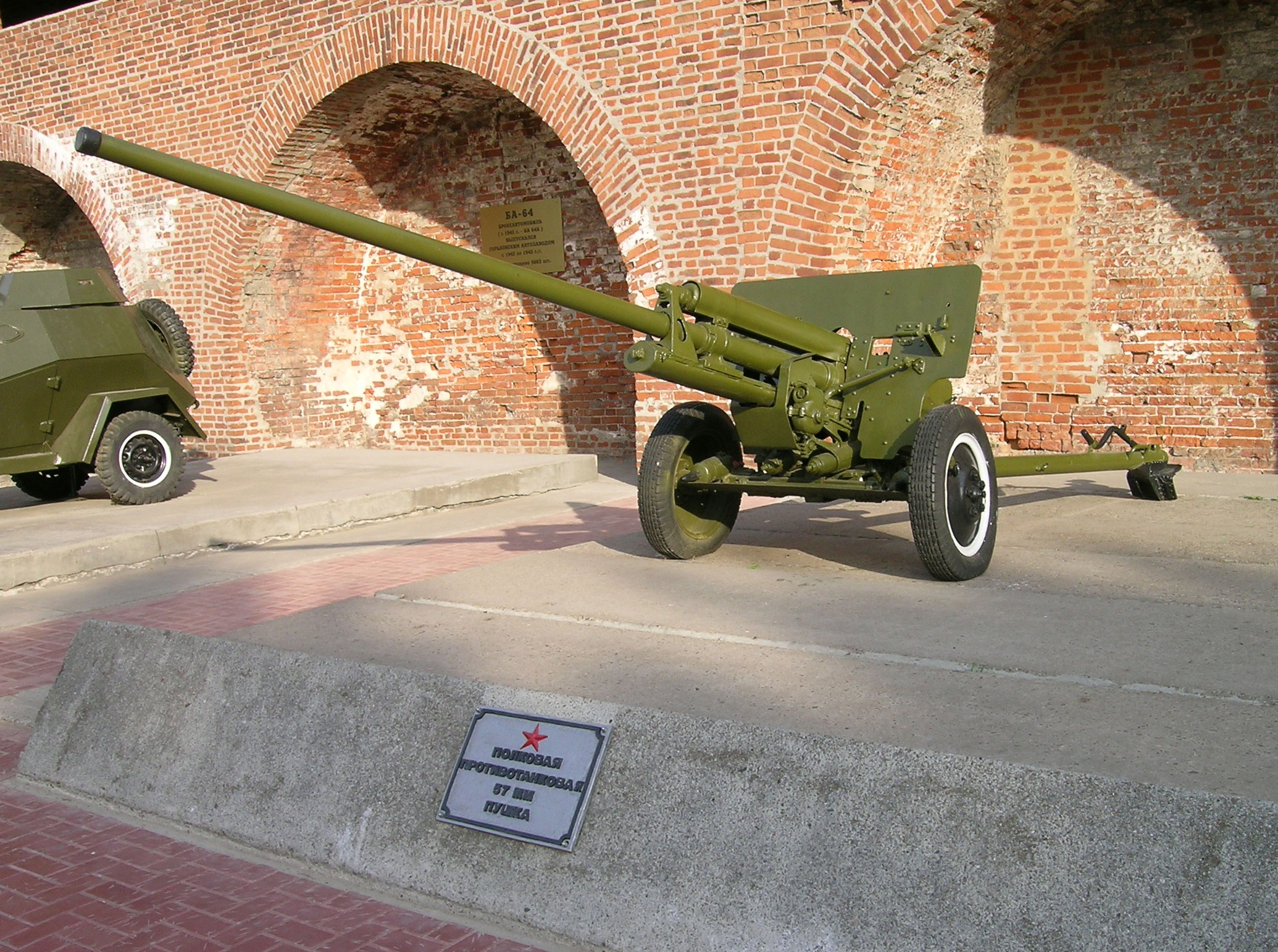
ZiS-2

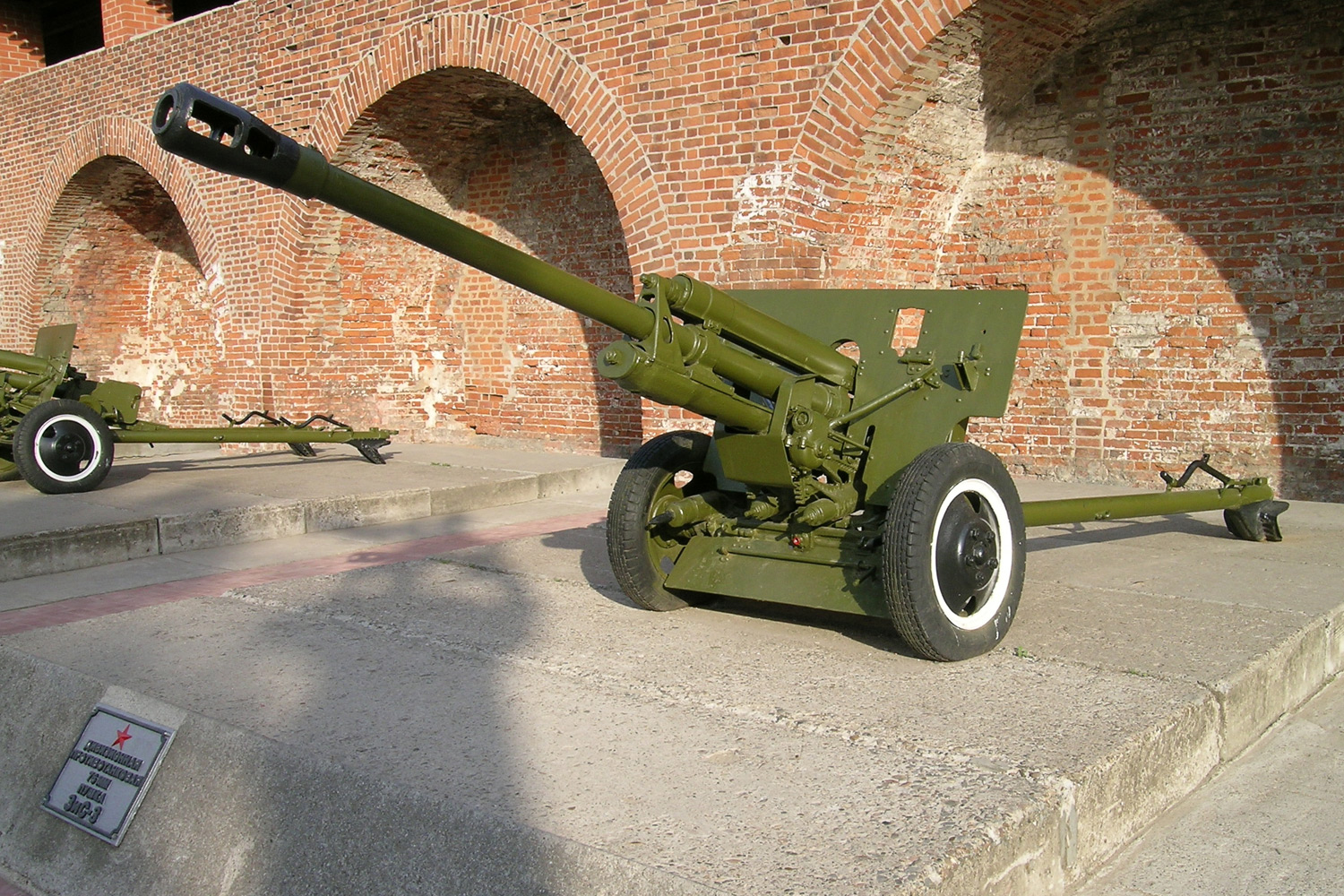
ZiS-2と同じ砲架のZiS-3

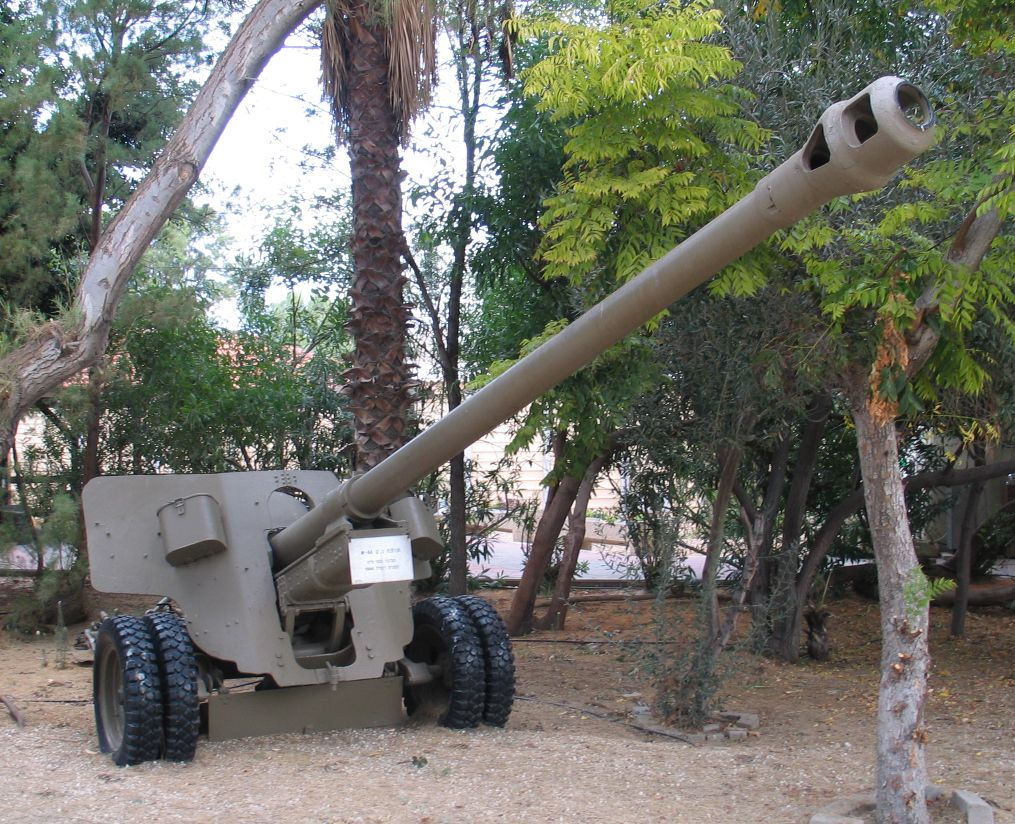
BS-3

ソ連軍（労農赤軍）も列強各国と同様対戦車砲の開発に努め、当時としては比較的高い威力のものを装備していた。更に、幸いにも野砲として配備された76.2mm F-22 M1936等に対戦車砲としての能力があったため、他の国々が37～50mm級の対戦車砲しか持っていなかった時期に、75mm級の砲で戦うことができた（ただし砲兵の装備であり、歩兵の自衛用ではなかった）。そして、より量産向けである後継のZiS-3が、実質的に独ソ戦中期以降の主力対戦車砲として使用された。
なお、ソ連軍の砲術では帝政ロシア軍以来一貫して直接照準による平射が重視されており、口径122mmや152mmの榴弾砲でさえも全て直接照準器が装備され、対戦車戦闘を行えるようになっていた。

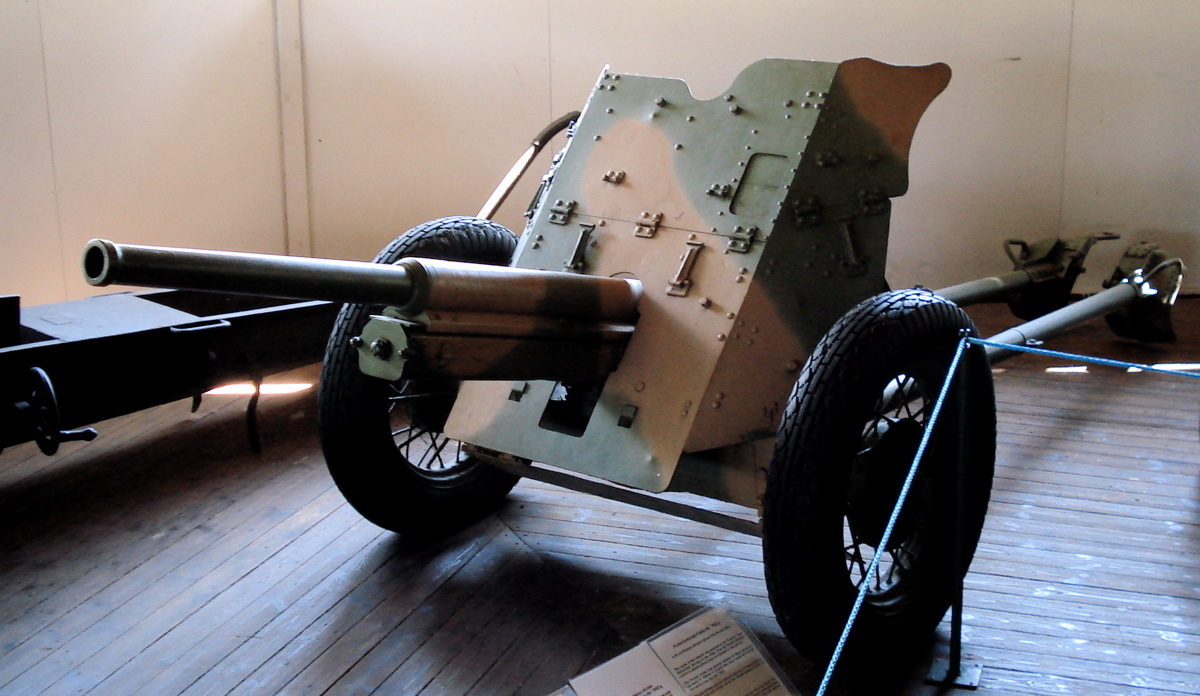
Pak35/36を基にしたことがよく分かる45mm対戦車砲M1932

45mm対戦車砲
ソ連に於いてこう呼ばれる砲は3種ある。それらは開発年で区別され、それぞれM1932(19K)、M1937(53K)、M1942と呼ばれる。32年型は46口径、42年型は60口径であり、より貫徹力を増した。特にM1942はタングステン芯の徹甲弾を用いると近距離では高い貫通力を発揮、パンター戦車の100mm厚鋳造製防盾を射貫した例もある。また、BT戦車やT-26軽戦車の主砲として、戦車砲型が20Kの名で採用されている。独ソ戦中期以降はドイツ軍の戦車の装甲が厚みを増したため次第に2戦級兵器となるが、終戦直前の対日参戦時には装甲の薄い日本軍戦車相手に依然として威力を発揮した。
これらは前述のラインメタル3.7cm Pak35/36のソ連版・37mm対戦車砲M1930(1K)の口径を拡大したもので、構造的に同一であった。ドイツ製と比べると車輪がスポーク式なのが識別点である。
ZiS-2 57mm対戦車砲
ドイツ軍が重戦車を開発することを見越して開発されたもの。72.9口径という非常に長い砲身のため、高初速の弾丸を発射できた。
砲架は簡易な設計でありタイヤもトラックのものを流用していたが、工作技術の低いソ連において長い砲身を削りだすのは非常に困難で、価格はZiS-3をはるかに上回った。そのためソ連軍対戦車砲の主力とはなりえず比較的少数が生産され、コムソモーレッツ砲兵用トラクターに搭載したZiS-30や、T-34 1941年型に搭載したT-34-57と共にモスクワ攻防戦に実戦投入されている。
ZiS-3 76.2mm師団砲（野砲）
大戦中のソ連軍砲兵師団の主力野砲で、世界で最も多く（約48,000門）生産された砲。独ソ戦初期に大量に失われたM1936 F-22師団砲（後に上記の7.62 cm Pak 36(r)に改造される）や、構造が複雑で生産性に難点のあるUSV M1939師団砲などの後継として、より簡易な設計となっており大量生産された
。砲架はZiS-2と同じで、直接照準器を備え対戦車砲としても威力を発揮し、自国のみならずこの砲を捕獲した枢軸国側でも使われた。ドイツ戦車兵からは「ラッチュ・バム」（ドイツ語の着弾音と砲声の擬音。高初速（超音速）なので射撃音が着弾よりも後に聞こえる、という事から）と呼ばれた。
BS-3 100mm師団砲
1944年末に登場した、海軍の砲から発展した大型野砲であり、対戦車砲としても大戦中では最強クラスの威力を誇る。SU-100やT-54に搭載されたのも、これと同系列である。
1955年には滑腔砲であるT-12が、さらに後にはM87が登場し、旧式のZiS-3とBS-3は多数が友好国に供与・売却され、長らく使われ未だ予備役のものもある。

### 日本
日本陸軍の仮想戦場であったシベリアや中国大陸、東南アジアなどはいずれもインフラ開発が低度でありまた地形が険阻で戦車の運用には不向きであった。日中戦争（支那事変）において中国軍の陸軍は歩兵中心に構成されており、機甲戦力の生産と配備に積極的だったソ連とは不可侵協定を結んでいたことから、おのずと対戦車兵器よりも対歩兵向きの榴弾兵器が重視され、有限のリソースは海軍戦力や対歩兵用兵器（榴弾砲など）に集中させられた。また、タングステンやニッケルなどの希少金属の制約により弾頭の金属の質が劣っていたこと、そして徹甲弾（AP）でなく弾頭内に炸薬を充填した徹甲榴弾（AP-HE）を主用したために日本軍の徹甲弾の強度は厚い装甲に対しては不足しており、結果として旧軍は対戦車戦において非常に苦労することとなった。費用と資材の制約から被帽付徹甲弾(APC)を使用できなかった点もそれに拍車をかけた。
九四式三十七粍砲
1930年代中頃に採用された対戦車砲。

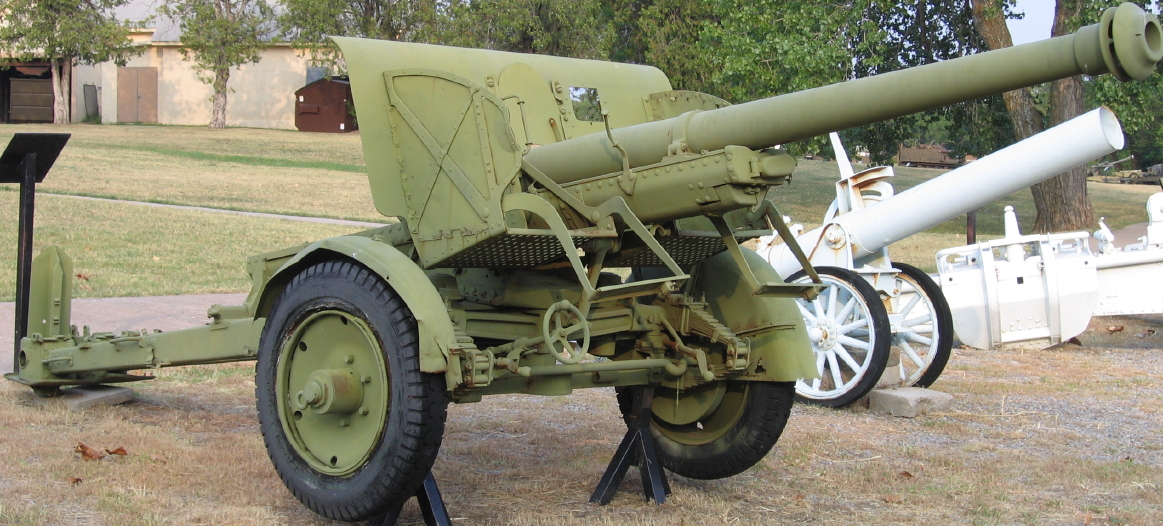
機動九〇式野砲
1930年代初頭に採用された新型野砲である九〇式野砲を1935年（皇紀2595年）に機動化、機動九〇式野砲として制式化したもの。上述のソ連軍ZiS-3 76.2mm師団砲と同じく本来は野砲ではあるが、比較的高初速高威力であり主な配備先も機械化野砲兵連隊のみならず戦車師団の機動砲兵連隊や、戦車連隊の砲兵中隊であったため対戦車砲としても積極的に使用され、その高性能を発揮した。

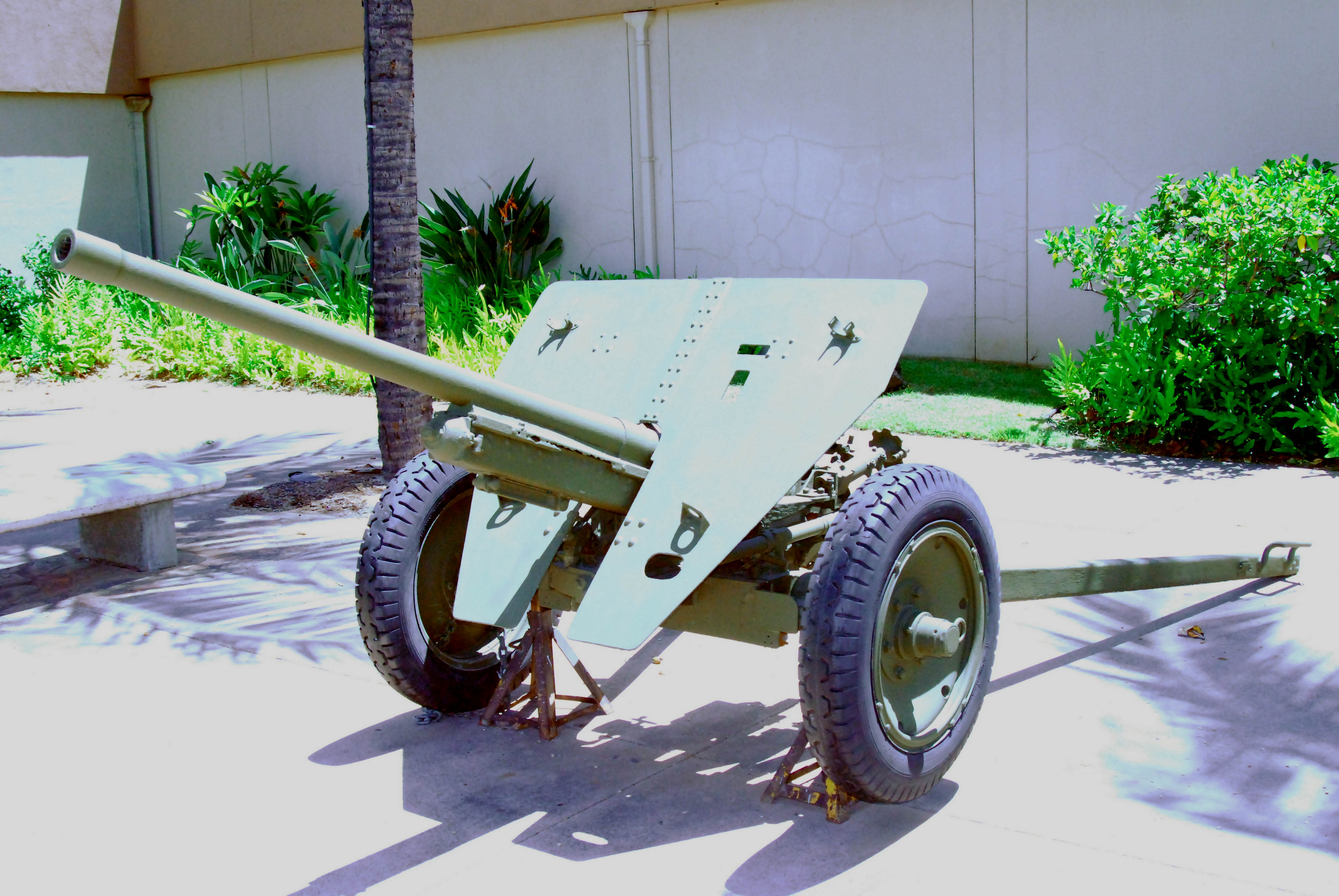
一式機動四十七粍砲
1940年代初頭に採用された対戦車砲。

### イギリス

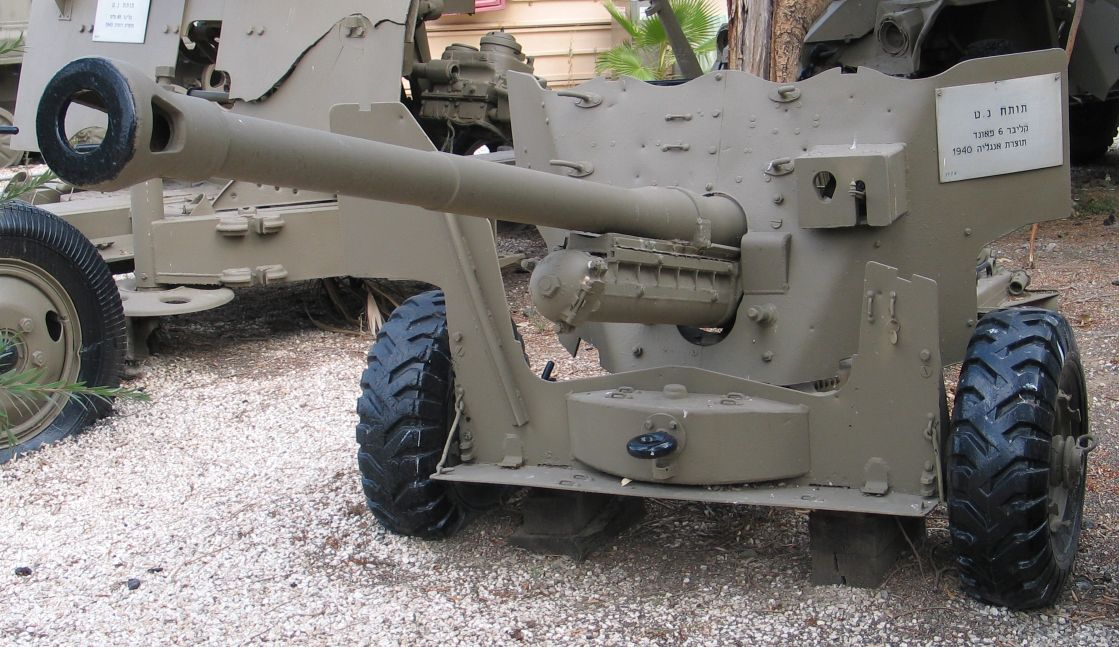
6ポンド対戦車砲

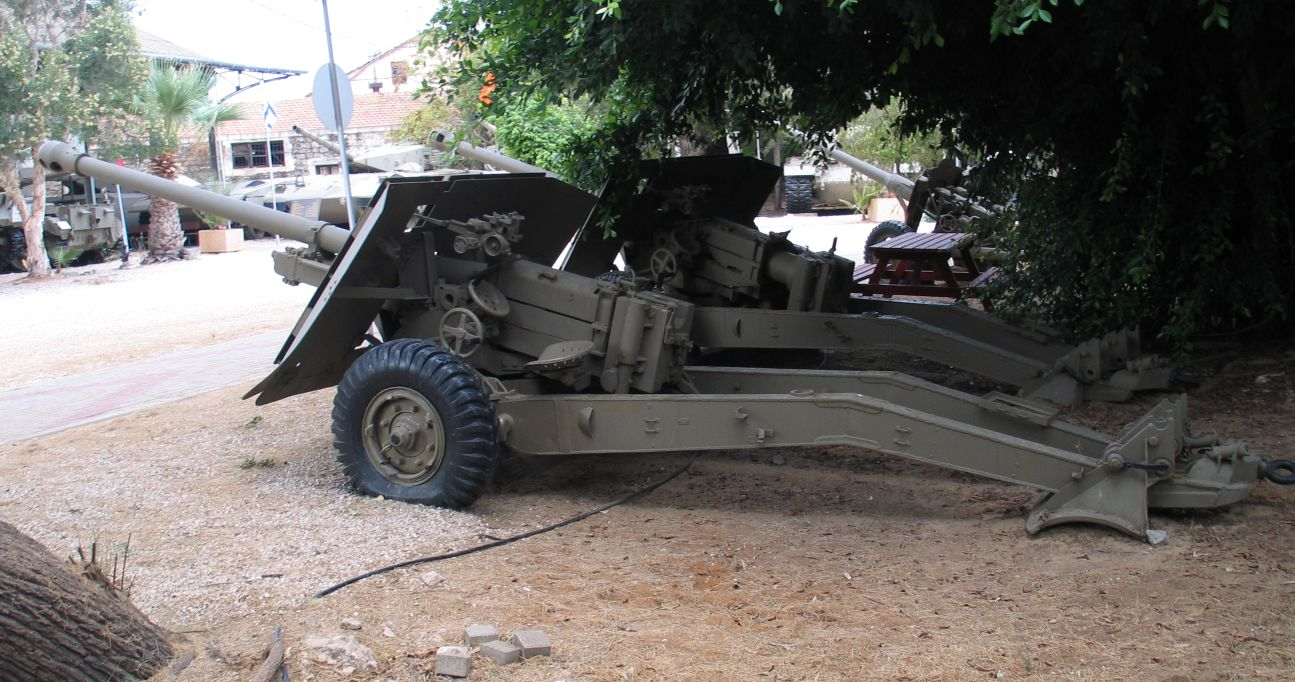
17ポンド対戦車砲

イギリス軍は火砲を口径ではなく砲弾の重量で呼称する伝統があり、第二次大戦中の対戦車砲もその伝統に従って名称がつけられた。戦車の装甲を貫通させることを最優先としたために当初徹甲弾しか供給されておらず、支援砲撃用に転用できないなどイギリス的な頑迷さが見られる。あまりに不評だったため、大戦後半には榴弾も開発され供給された。

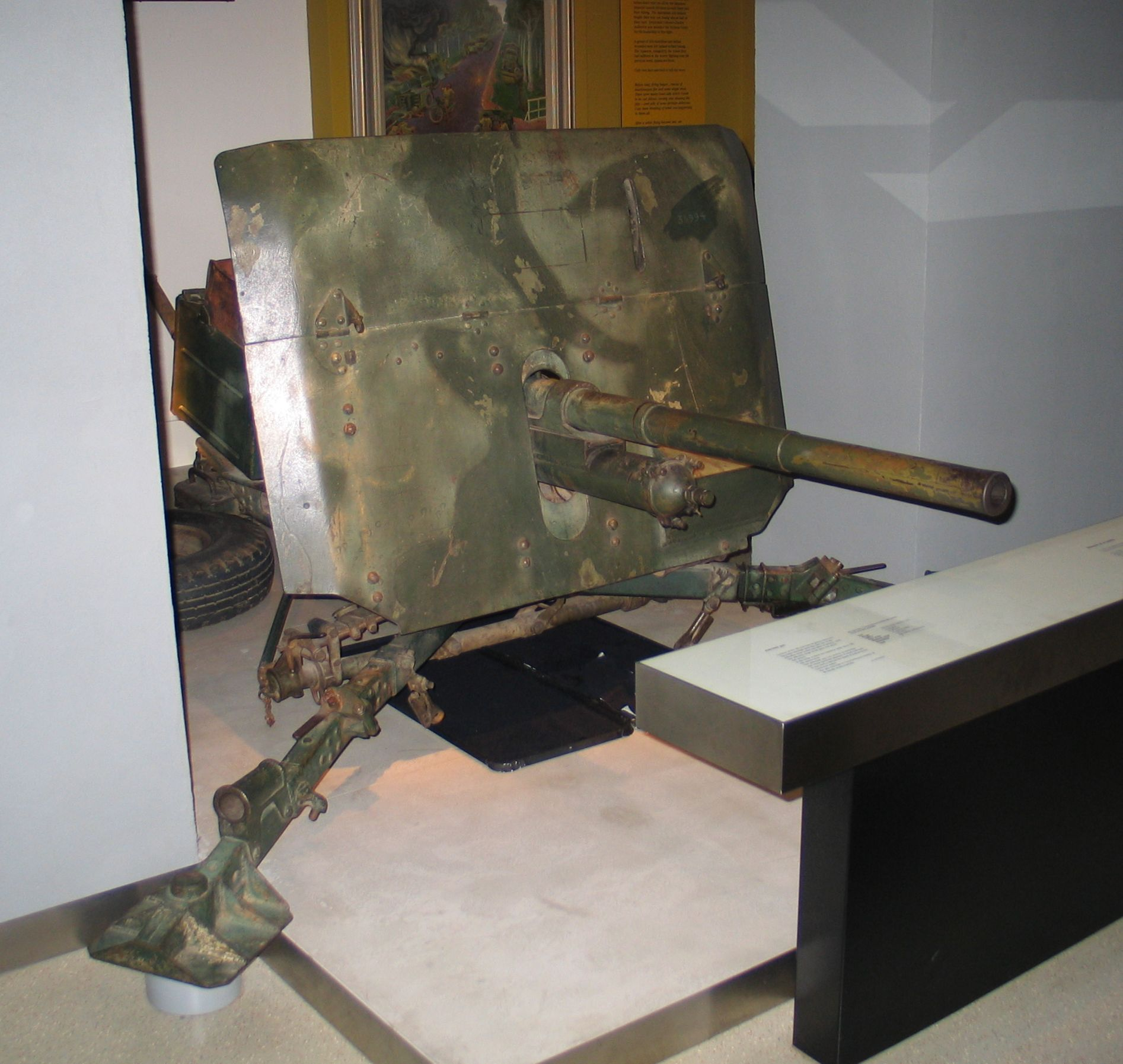
2ポンド対戦車砲

2ポンド対戦車砲（52口径40mm）
大戦初期のイギリス軍主力対戦車砲。ダンケルクの戦いで装備を大量喪失したため6ポンド砲への更新が遅れ引き続き量産、北アフリカ戦線においてドイツ戦車の表面硬化装甲に対し弾頭が砕けるなど、威力不足が露呈した。被帽付き徹甲弾の開発などで対処したが、戦争が進むにつれ次第により強力な砲に置き換えられていった。全周射撃が可能な凝った砲架を持つ。
6ポンド対戦車砲（52口径57mm）
前述の2ポンド砲の後継として、1941年に北アフリカにおいて最初の実戦配備に就いた。アメリカは同砲を57mm対戦車砲M1としてライセンス生産していたため、両砲は互換性を持ち、事実同じ砲弾を使用したが、品質面でアメリカ製のものが求められた。後期にはタングステン芯を用いたAPDS弾の配備により、近距離では侮れない貫通力を発揮する。
17ポンド対戦車砲（58口径76.2mm）
第二次世界大戦中、イギリスが開発した中で最も威力のある対戦車砲である。かなり大型で、イギリス軍はこの砲を自国の戦車に搭載することを望んだが、イギリス軍待望の新型巡航戦車Mk.IX クロムウェルには車幅が足りなかったため搭載できず、結局、同砲をそのまま旋回砲塔に収められるのはアメリカ製M4中戦車とM10駆逐戦車だけという、皮肉な選定結果に終わった。この砲を載せたシャーマンVC、およびIC"ファイアフライ"、そして、アキリーズ駆逐戦車はドイツ重戦車を仕留める威力を見せたが、装甲はもとのままであり、他の戦車の後方から支援したり、待ち伏せ等駆逐戦車的に用いられた。
同砲を装備したイギリス戦車には、クロムウェルから発展したチャレンジャー巡航戦車(A30)、鉄道輸送のための車幅制限を無くし、大型砲塔を載せたセンチュリオン巡航戦車(A41)、チャーチル歩兵戦車の拡大発展型であるブラック・プリンス歩兵戦車(A43)があり、対戦車自走砲には他にもバレンタイン歩兵戦車の車体を利用したアーチャー17ポンド対戦車自走砲、戦後のアヴェンジャー17ポンド対戦車自走砲(A30)がある。

### アメリカ

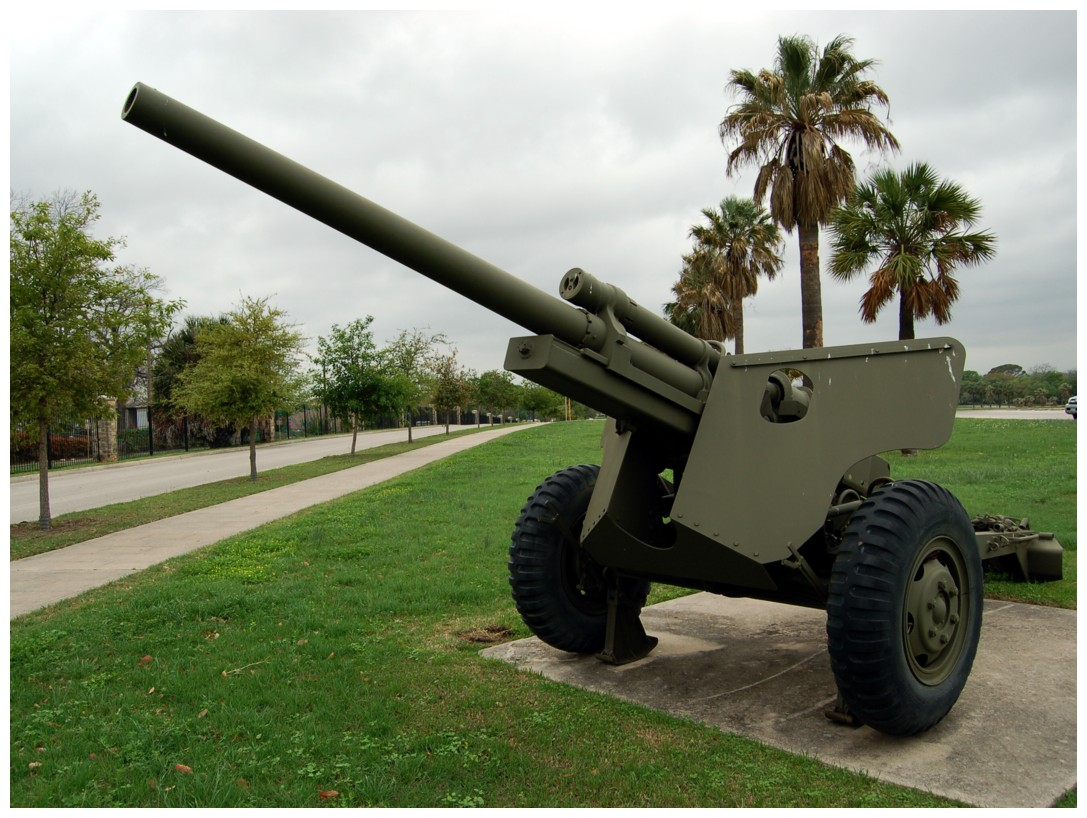
M5 76.2mm対戦車砲

敵戦車に対しては味方の戦車ではなく、機動力のある戦車駆逐部隊（タンクデストロイヤー）が要請に応じ駆けつけて迎え撃つ方針であったアメリカ軍の場合、牽引式対戦車砲より対戦車自走砲である駆逐戦車が充実していた。しかも大戦末期の「バルジの戦い」で、牽引式対戦車砲の多くが遭遇戦で配置する間もなく撃破されてしまったことから、戦車駆逐部隊は全てを自走砲化することが決定された。
また、戦争後半にはかの有名なバズーカが大量配備され、歩兵の自衛用対戦車兵器の主力となっていった。

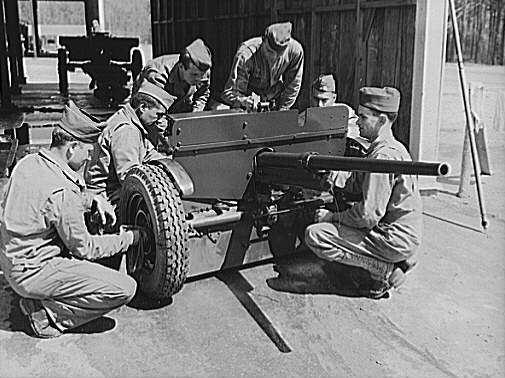
M3 37mm砲
アメリカに於ける37mmクラスの対戦車砲である。コピーというほどではないが、ドイツのPaK36が参考になっており、貫徹力は914mで45mmと、同クラスの砲としては威力が大きい。イギリス軍に供与された戦車砲型、後にアメリカ軍の対戦車砲型が北アフリカでドイツ戦車に対し使われ威力不足とされたが、太平洋戦域では装甲の薄い日本戦車相手に効果があり広く使われた。
また、トーチカへの近距離からの集中砲撃や、日本兵の集団突撃を阻止するために散弾を用いての平射という、巨大なショットガンのような前装式大砲さながらの使い方もされた。
アメリカ軍のほか、英印軍や中華民国にも供与された。
M1 57mm対戦車砲
イギリスの6ポンド対戦車砲を自国規格に改修したもので、砲を肩付けで指向する方式から旋回ハンドルを回す方式に、またタイヤなどにも違いが見られる。
M5 3インチ砲
3インチ（76.2mm）高射砲の砲身と、これに105mm榴弾砲の砲架、閉鎖機、駐退機構を組み合わせた砲。ゆえに対戦車砲としては背が高いが、距離914mで96mmの装甲を貫通と、ドイツの7.5cm Pak40に近い性能を発揮する。2500門が生産されたが、米軍の場合、同じ威力の砲を搭載したM10・M18といった駆逐戦車の方が主力であり何倍も多く生産・配備されている。

### イタリア
47mm32口径砲
オーストリアのベーラー社が開発し、オランダやソ連に採用された他、イタリアでライセンス生産された多目的砲。詳しくは当該項目を参照。

### ルーマニア

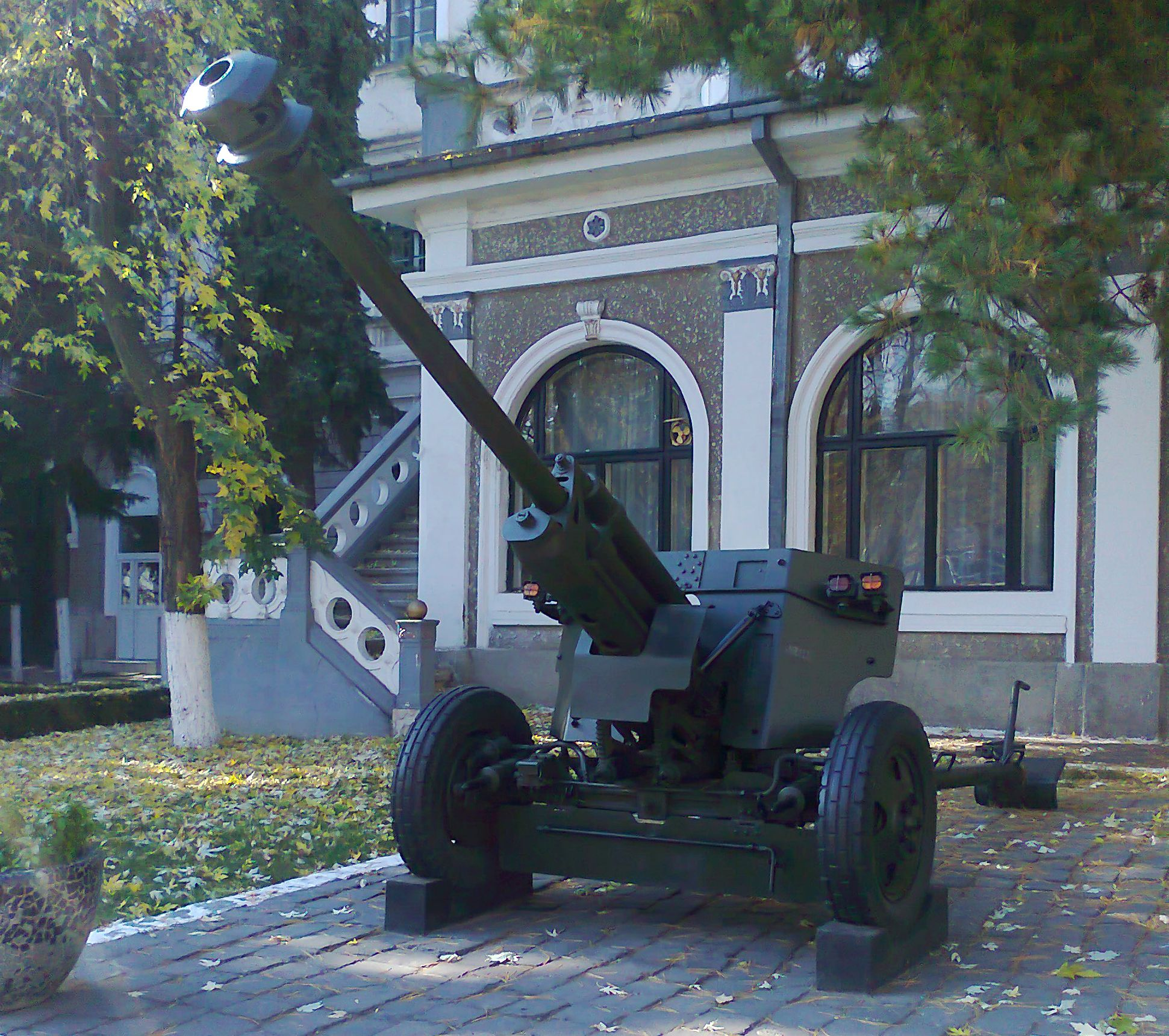
75 mm レシツァ モデル 1943

75 mm レシツァ モデル 1943 (en)
初速: 1030m/s, 発射速度: 20発/分, 仰俯角: - 7°+ 35°,左右旋回角: 70°, 最大射程（榴弾): 12,000 m

### スウェーデン
ボフォース 37mm対戦車砲
スウェーデンのボフォース（ブーフォス：Bofors）社が開発した対戦車砲。1934年にスウェーデン軍に採用されたのを始め、各国に輸出された。詳しくは当該項目を参照。

### フランス

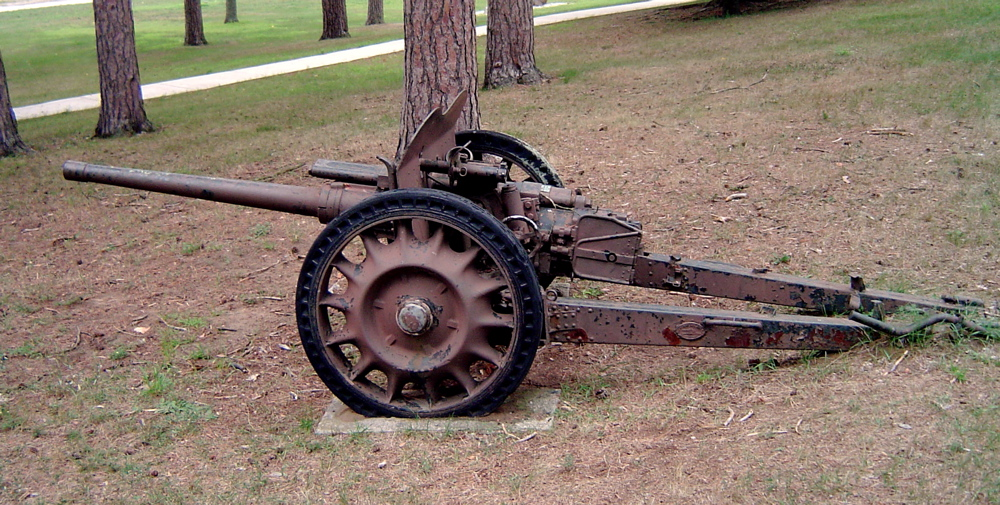
オチキス47mm対戦車砲

オチキス 25mm対戦車砲
オチキス（Hochkiss）社が開発し、1930年代初頭にフランス軍に採用された対戦車砲。詳しくは当該項目を参照。
オチキス 47mm対戦車砲
フランス軍の標準対戦車砲。

### チェコスロバキア

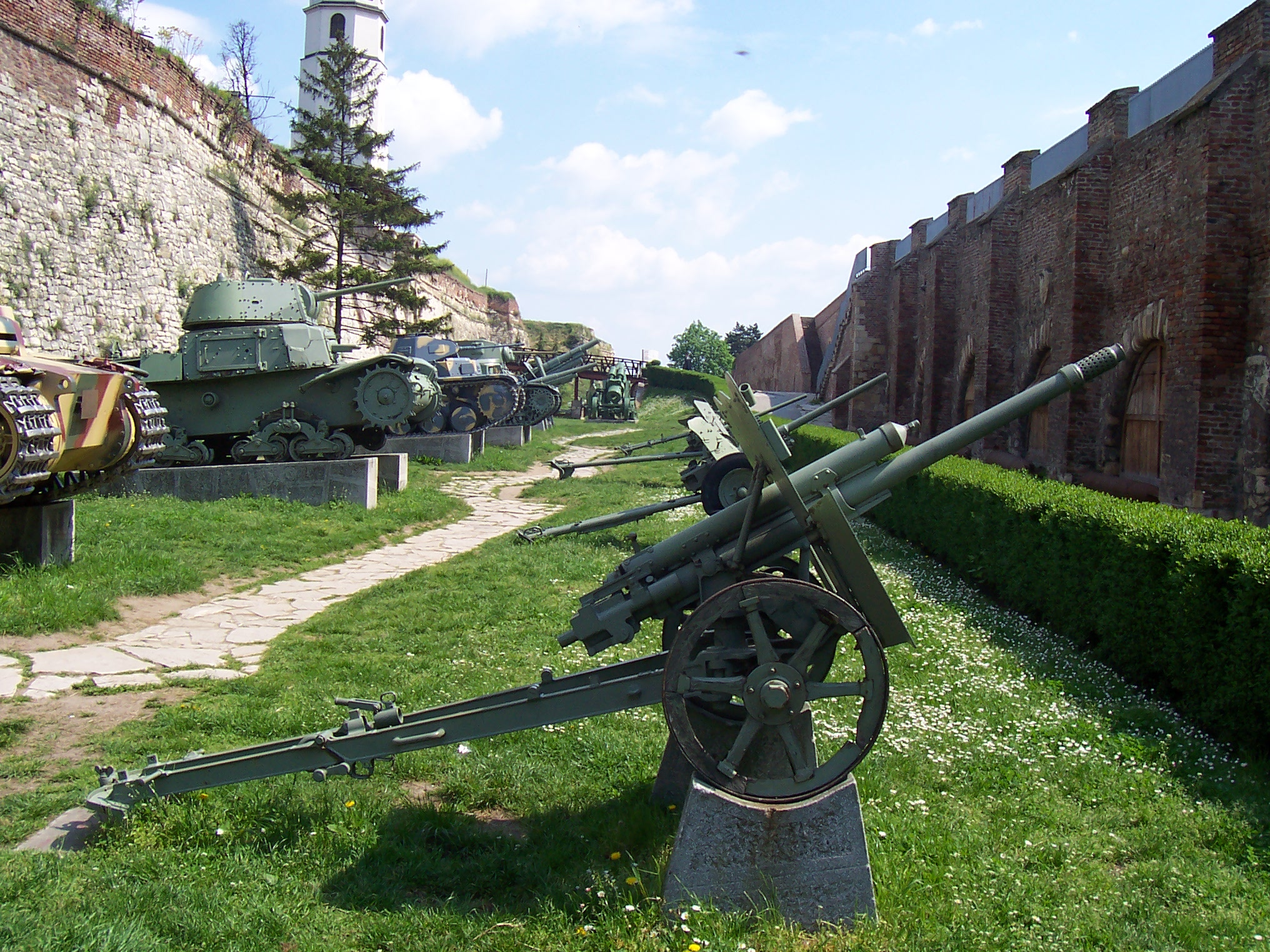
シュコダ37mm対戦車砲1937年型

シュコダ M1937 37mm対戦車砲
シュコダ（スコダ：SKODA）社は戦前から当時のチェコスロバキア、現在のチェコにある自動車メーカであると共に、35(t)戦車などで知られる兵器メーカーである。同社が戦前製造したのが本砲であり、砲口に多孔式マズルブレーキが装着されている。ドイツによるチェコ併合後には、Pak37(t)の名称で使用された。
47mm P.U.V. vz. 36砲
スコダにより開発された対戦車砲。ドイツがチェコ併合により接収し、4.7cm PaK 36(t)の名称で使用、また牽引砲としてのみならず、旧式化したI号戦車の車台に搭載したI号対戦車自走砲としても用いられた。

## 第二次世界大戦後の対戦車砲
第二次世界大戦における戦車と対戦車砲の関係はまさに「盾と矛」の関係であった。開戦当初は37～47mm程の口径が標準であったものが中期には50～57mm級、75～76.2mm級と大型化し、大戦末期には88～100mm（多くは野砲や高射砲兼用で、歩兵ではなく砲兵隊の装備）以上の物も量産されていた。口径が88mmを超える砲になると大きさ、重量もかなりのものになり、人力で移動可能で待ち伏せのため隠蔽するという従来の対戦車砲の運用法から完全に逸脱してしまった。この問題の解決法として、各国は対戦車砲を様々な車台に搭載し自走砲化をすすめた。また、大戦末期からはバズーカやパンツァーファウストに代表される成形炸薬弾を使用した携帯式のロケットランチャーや無反動砲が急速に発達し、牽引式対戦車砲がなくても歩兵が戦車を破壊できるようになった。さらに、小型の対戦車ミサイルが実用化されると遠距離からでも戦車を破壊できるようになり、対戦車砲の存在意義は薄れ急速に姿を消していった。
現在では中国とロシア等旧共産圏に一部の野砲兼用型が残されているのみであるが、冷戦終結後は対戦車砲の最大の相手である機甲部隊の大侵攻という状況自体が発生しにくくなっているため、チェチェン紛争のような低強度紛争では榴弾による火力支援を主な任務としていると思われる。

## その他
- 対戦車砲一覧
- 対戦車ライフル
- 戦車砲